# جورجا بوردینیون
جورجا بوردینیون (ایتالیایی: Giorgia Bordignon؛ زادهٔ ۲۴ مهٔ ۱۹۸۷) وزنه‌بردار اهل ایتالیا است.
وی در مسابقات کشوری و بین‌المللی در مجموع برندهٔ ۲ مدال نقره شده‌است.